# Kanton Lot et Montbazinois
Lot et Montbazinois is een kanton van het Franse departement Aveyron. Het kanton maakt deel uit van het arrondissement Villefranche-de-Rouergue. In 2021 telde het 11.913 inwoners.
Het kanton werd gevormd ingevolge het decreet van 21 februari 2014 , met uitwerking op 22 maart 2015, met Capdenac-Gare als hoofdplaats.

## Gemeenten
Het kanton omvat de volgende 16 gemeenten:
- Les Albres
- Asprières
- Balaguier-d'Olt
- Bouillac
- Capdenac-Gare
- Causse-et-Diège
- Foissac
- Galgan
- Lugan
- Montbazens
- Naussac
- Peyrusse-le-Roc
- Roussennac
- Salles-Courbatiès
- Sonnac
- Valzergues